# Narucie
Narucie (biał. Наруці; ros. Нарути) – chutor na Białorusi, w obwodzie witebskim, w rejonie brasławskim, w sielsowiecie Opsa.

## Historia
W czasach zaborów w granicach Imperium Rosyjskiego.
W dwudziestoleciu międzywojennym ówczesna kolonia leżała w Polsce, w województwie nowogródzkim (od 1926 w województwie wileńskim), w powiecie dziśnieńskim (od 1926 w powiecie brasławskim), w gminie Bohiń, a następnie w gminie Opsa.
Według Powszechnego Spisu Ludności z 1921 roku wieś zamieszkiwały 34 osoby, wszystkie były wyznania rzymskokatolickiego. Jednocześnie 33 mieszkańców zadeklarowało polską przynależność narodową, a 1 litewską. Były tu 3 budynki mieszkalne. W 1931 w 9 domach zamieszkiwały 73 osoby.
Wierni należeli do parafii rzymskokatolickiej w Opsie. Miejscowość podlegała pod Sąd Grodzki w Opsie i Okręgowy w Wilnie; właściwy urząd pocztowy mieścił się w Opsie.
W wyniku napaści ZSRR na Polskę we wrześniu 1939 miejscowość znalazła się pod okupacją sowiecką. Od czerwca 1941 roku pod okupacją niemiecką. W 1944 miejscowość została ponownie zajęta przez wojska sowieckie i włączona do Białoruskiej SRR.
Od 1991 w składzie niepodległej Białorusi.